# GParted
GParted (viết tắt GPT) là một frontend của GNU Parted viết bằng GTK+ và là ứng dụng chỉnh sừa phân vùng chính thức cho GNOME Partition Editor.
GParted được dùng để tạo, xóa, thay đổi kích cỡ, di chuyển, kiểm tra và sao chép phân vùng, và kiểu hệ thống tệp cho chúng. Điều này là hữu ích để tạo khoảng trống đĩa cho việc cài hệ điều hành mới (làm việc với hệ thống Vista System & và các phân vùng dữ liệu), tái tổ chức việc sử dụng đĩa, sao chép đĩa qua đĩa và tạo ánh xạ.
GParted sử dụng libparted để phát hiện và thao tác với thiết bị cùng với bảng phân vùng, các công cụ hệ thống đĩa (tùy chọn) giúp làm việc với các kiểu hệ thống tệp khác sẽ được sử dụng nếu libparted không hỗ trợ. Các gói này sẽ được phát hiện khi chạy GParted và không yêu cầu biên dịch lại chương trình để sử dụng.
GParted viết bằng C++ và sử dụng gtkmm để kết hợp giao diện với GTK+.
Dự án GParted cung cấp một hệ điều hành chạy trực tiếp chỉ có đúng GParted để ghi vào Live CD,  Live USB và các phương tiện lưu trữ khác. Hệ điều hành được xây dựng dựa trên Debian GNU/Linux. GParted cũng có mặt trong các phiên bản GNU/Linux chạy trực tiếp khác, bao gồm các phiên bản gần đây của Knoppix. Một trong số đó là Parted Magic, có thêm cả Firefox và OpenSSH.

## Các chức năng hỗ trợ
GParted hỗ trợ các công việc sau trên hệ thống tệp (với tất cả các chức năng được bật lên hết khi biên dịch và các công cụ hệ thống có đủ):
|          | Phát hiện | Đọc   | Tạo   | Bỏ       | Thay đổi kích cỡ | Di chuyển | Sao chép | Kiểm tra | Đặt nhãn |
| -------- | --------- | ----- | ----- | -------- | ---------------- | --------- | -------- | -------- | -------- |
| btrfs    | Có        | Không | Không | Không    | Không            | Không     | Không    | Không    | Không    |
| ext2     | Có        | Có    | Có    | Có       | Có               | Có        | Có       | Có       | Có       |
| ext3     | Có        | Có    | Có    | Có       | Có               | Có        | Có       | Có       | Có       |
| ext4     | Có        | Có    | Có    | Có       | Có               | Có        | Có       | Có       | Có       |
| Mở rộng  | Có        | Có    | Có    | Một phần | Một phần         | Không     | Không    | Không    | —        |
| FAT16    | Có        | Có    | Có    | Có       | Có               | Có        | Có       | Có       | Có       |
| FAT32    | Có        | Có    | Có    | Có       | Có               | Có        | Có       | Có       | Có       |
| HFS      | Có        | Có    | Có    | Không    | Có               | Có        | Có       | Không    | Không    |
| HFS+     | Có        | Có    | Có    | Không    | Có               | Có        | Có       | Có       | Không    |
| JFS      | Có        | Có    | Có    | Có       | Không            | Có        | Có       | Có       | Có       |
| swap     | Có        | Không | Có    | Có       | Có               | Có        | Có       | Không    | Không    |
| NTFS     | Có        | Có    | Có    | Có       | Có               | Có        | Có       | Có       | Có       |
| Reiser4  | Có        | Có    | Có    | Không    | Không            | Có        | Có       | Có       | Không    |
| ReiserFS | Có        | Có    | Có    | Có       | Có               | Có        | Có       | Có       | Có       |
| UFS      | Có        | Không | Không | Không    | Không            | Có        | Có       | Không    | Không    |
| XFS      | Có        | Có    | Có    | Có       | Một phần         | Có        | Có       | Có       | Có       |

Hiện tại GParted không hỗ trợ (LVM), mặc dù chức năng đã được yêu cầu  bởi rất nhiều người dùng và sẽ có thể sử dụng trong phiên bản kế tiếp.

## Dẫn chứng
1. ↑  "GParted 1.0.0 release notes". Truy cập ngày 29 tháng 5 năm 2019.
2. ↑  "GParted Features". Truy cập ngày 1 tháng 5 năm 2009.